# Serduszka
Serduszka, nazywany „świdnickie Serduszka” – reprezentacyjny zespół Międzynarodowej Kapituły Orderu Uśmiechu z/s w Warszawie i Fundacji Serce – Europejskie Centrum Przyjaźni Dziecięcej z/s w Świdnicy.
Serduszka nie są zespołem profesjonalnym; swoim śpiewem i tańcem się bawią, chcąc nieść przy tym radość innym dzieciom i dorosłym, którzy są ich przyjaciółmi. Nie chcą zatracić normalności.

## Historia
Serduszka są terapeutycznym zespołem dziecięco-młodzieżowym, powstałym 10 września 1993 r. w Centrum Przyjaźni Dziecięcej w Świdnicy. Wtedy to 22-letni działacz społeczny i zarazem prezes Stowarzyszenia Przyjaciół Dzieci chorych „Serce” Marek Michalak rozpoczął zajęcia artystyczne z 15-osobową gromadką dzieci, które 23 października 1993 roku zakończyły się nagrodą GRAND PRIX na II Festiwalu Piosenki Turystycznej w Świdnicy.
W latach 1993–2005 Serduszka funkcjonowały przy Stowarzyszeniu Przyjaciół Dzieci Chorych „Serce” z/s w Świdnicy
i tworzyły go dzieci ze Świdnicy. W 2005 roku zespół przejęła Fundacja SERCE – Europejskie Centrum Przyjaźni Dziecięcej z/s w Świdnicy i w skład zespołu dołączyły dzieci z Żarowa.
Zespół tworzy ok. 30-osobowa grupa dzieci młodzieży z Centrum Przyjaźni Dziecięcej ze Świdnicy i Żarowa.
Najwięcej tekstów dla Serduszek napisali: Marek Michalak, Anna Richter, Anna Bernat, Danuta Saul-Kawka. Muzykę do tekstów piosenek pisał Marek Banaszczyk oraz Kamilla Banaszczyk. Opiekunem muzycznym zespołu był Dariusz Banaszczyk. stały patronat muzyczny pełni Barbara Kolago. Choreografami zespołu byli Maria i Wojciech Skiślewicz oraz Anna Trzecia
Honorowy patronat nad zespołem sprawuje Międzynarodowa Kapituła Orderu Uśmiechu.
Kierownikami zespołu są Adriana i Marek Michalakowie.
Od 2005 roku sponsorem strategicznym zespołu jest Firma Franc-Textil z Żarowa, której właścicielem jest Kawaler Orderu Uśmiechu Jerzy Franckiewicz.

## Sukcesy
Obok udziału w wielu lokalnych imprezach, szczególnie o charakterze dobroczynnym. Serduszka dawały koncerty w wielu polskich miastach, otwierały Rodzinny Park Rozrywki Rabkoland w Rabce, tańczyły i śpiewały dla dzieci w Centrum Zdrowia Dziecka w Warszawie i Kliniki Hematologii Dziecięcej we Wrocławiu, brały udział w wielu audycjach radiowych i programach telewizyjnych, występowały z największymi gwiazdami polskiej sceny rozrywkowej.
Serduszka nagrały 6 teledysków emitowanych w TVP.
Serduszka były główną atrakcją artystyczną podczas międzynarodowej konferencji zorganizowanej w Krakowie z okazji 10-lecia uchwalenia Konwencji o Prawach Dziecka, gdzie dały koncert na Wawelu; otwierały Wielką Galę VICTORIA 2000 w Operetce Wrocławskiej i VICTORIA 2001 w Polskim Radiu; w 2003 roku występowały obok największych gwiazd – Kawalerów Orderu Uśmiechu w Sali Kongresowej PKiN w Warszawie z okazji 35-lecia Orderu Uśmiechu; w 2006 roku brały udział w Wielkiej Paradzie Folkloru w ramach OKTOBERFESTU w Monachium; w 2008 roku biorąc udział w polski-amerykańskim projekcie "Polish Dreams" występowały w Belwederze przez prezydentową Marią Kaczyńską i żonami ambasadorów akredytowanych w Polsce oraz na Letniej Gali BCC.
Rozgłos zespołowi przyniosła piosenka "Order od dzieci" /sł. Marek Michalak, muz. Marek Banaszczyk, stanowiąca tło do wielu programów telewizyjnych, m.in. w 2003 roku w programie o Orderze Uśmiechu, w 2007 roku w filmie o Irenie Sendlerowej.
Wyjazdy zagraniczne – Litwa, Niemcy, Ukraina, Wielka Brytania.

### Ważniejsze nagrody
- Nagroda Humanitarna Victoria /dwukrotnie – rok 2000 i 2001/ za "olbrzymi wkład artystyczny w ratowanie zdrowia i życia dzieciom"
- Grand prix Ogólnopolskiego Festiwalu Małych Form dla Dzieci i Młodzieży "Bagatelka" 2001 /w nagrodę zespół pojechał na 14-dniowe tournée do Odessy na Ukrainie
- Honorowy Tytuł "Odkrycie Humanitarne X-lecia"

## Dyskografia
- Kula serc (CD, 2000, wydawca: SPDC "Serce", słowa: Marek Michalak, Anna Bernat, Danuta Saul-Kawka, Anna Richter, Cezary Leżeński, muzyka: Barbara Kolago, Kamilla Banaszczyk, Marek Banaszczyk)

Piosenki:
- - Kula serc
  - Nagroda Serca
  - Roześmiana piosenka
  - Wstąp do Świdnicy 
  - Dołącz do nas !
  - Łakomczuszek
  - Modnisia
  - Jestem młody !
  - Chodźmy na spacer
  - Kopciuszek
  - Ula-brzydula
  - Order Uśmiechu
  - Podwórkowy młyn
  - Znasz ten wierszyk ?
  - Jesteśmy dziećmi Ziemi
  - Stolica marzeń

- Świdnicom važiavau – Jedziemy do Świdnicy (CD, 2002, wydawca: SPDC "Serce", słowa: Marek Michalak, Anna Bernat, Marek Banaszczyk muzyka: Barbara Kolago, Marek Banaszczyk, tłumaczenie: na angielski – Agnieszka Michalska, na litewski – Greta Lemenaite Deprati)

Piosenki:
- - Jest taki wieczór
  - Srebrzysta kolęda
  - Dzieciątko, dzieciąteczko
  - The Ball of Hearts
  - Kula serc
  - Jedzie Mikołaj
  - Moje zdrowie
  - Świdnicom važiavau – Jedziemy do Świdnicy
  - Išëjo tšvelis ĭ mišką – Szedl tato do lasu
  - Vijo lizda poleda – Wiła gniazdo sowa

- Order od dzieci (CD, 2009, wydawca: Kwart Music Polska pod honorowym patronatem Międzynarodowej Kapituły Orderu Uśmiechu, słowa: Marek Michalak, Anna Bernat, Cezary Leżeński, Tadeusz Ross, Elżbieta Zachenter-Spławińska, muzyka: Barbara Kolago, Marek Banaszczyk, Dariusz Banaszczyk, Jan Wojdak)

Piosenki:
- - Order Uśmiechu
  - Uśmiech jak słońce
  - Kula serc
  - Kamienny świat
  - Jesteśmy dziećmi Ziemi
  - Troska
  - Dobrze żyć
  - Roześmiana piosenka
  - Order od dzieci
  - Słoneczny Order Uśmiechu